# اورانیوم-۲۳۵
اورانیوم-۲۳۵ یکی از ایزوتوپ‌های کم‌یاب‌تر اورانیوم است که بین ۰/۷۱۹۸ تا ٠/۷۲۰۲ درصد (کم‌تر از یک درصد) اورانیوم طبیعی را تشکیل می‌دهد؛ برخلاف ایزوتوپ اورانیوم-۲۳۸ که درصد غالب اورانیوم موجود در طبیعت را تشکیل داده است. این ایزوتوپ شکاف‌پذیر است و به عبارتی، اورانیوم-۲۳۵ تنها ایزوتوپ قابل شکافتی است که توانایی ایجاد و تداوم واکنش زنجیره‌ای هسته‌ای را داراست و تنها ایزوتوپ فسیلی با هستهٔ دیرینه است که در طبیعت به اندازهٔ قابل توجهی یافت می‌شود.
اورانیوم-۲۳۵، دارای نیمه عمر ۷۰۳٫۸ میلیون سال است و در سال ۱۹۳۵ میلادی توسط فیزیک‌دان کانادایی آرتور جفری دمپستر کشف شد. سلاح هسته‌ای پسر کوچک که در ششم اوت سال ۱۹۴۵ میلادی در فاجعهٔ هیروشیما به کار رفت از اورانیوم-۲۳۵ ساخته شده بود.

فرایند شکافت هسته‌ای در اورانیوم-۲۳۵